# Tanea zelandica
Tanea zelandica, tên tiếng Anh: necklace shell, là một loài ốc biển, kích thước trung bình, alà động vật thân mềm chân bụng săn mồi sống ở biển thuộc họ Naticidae.

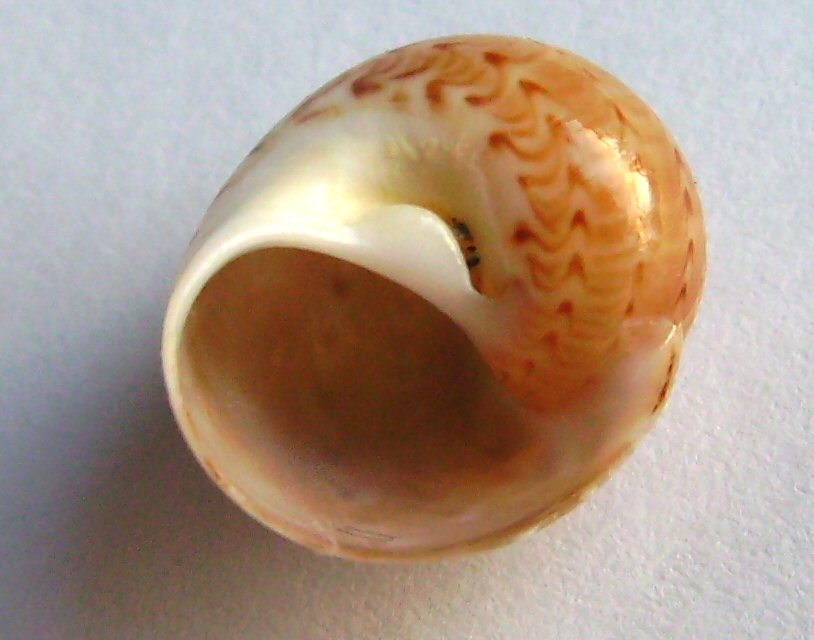
vỏ ốc Tanea zelandica basal view